# Józef Antoni Plater
Józef Antoni Plater herbu własnego (ur. 13 czerwca 1750 roku – zm. 2 września 1832 roku) – rosyjski rzeczywisty tajny radca w 1796 roku, hrabia w 1774 roku, wojski inflancki w latach 1788–1790, starosta giełdziański i milaski, zwolennik konstytucji 3 maja, kawaler maltański (w zakonie od 1775 roku), dziedziczny komandor maltański.
W 1792 roku odznaczony Orderem Orła Białego, w 1790 roku został kawalerem Orderu Świętego Stanisława, kawaler maltański w 1775 roku.